# Dani Daniels
Dani Daniels (ur. 23 września 1989 w hrabstwie Orange) – amerykańska aktorka i reżyserka filmów pornograficznych.

## Życiorys

### Wczesne lata
Urodziła się i wychowała w hrabstwie Orange w Kalifornii w rodzinie pochodzenia czeskiego, angielskiego, szkockiego i niemieckiego. Wychowywana była przez dwie matki. W liceum grała w softball, siatkówkę, lekkoatletykę, piłkę nożną, tenisa i golfa. Przez dwa lata uczęszczała do szkoły artystycznej, ale zrezygnowała z dalszej edukacji. W wieku 15 lat podjęła pracę w biurze medycznym, a także w wydawnictwie w stanie Nebraska.

### Kariera
Była modelką. Jej pseudonim sceniczny wywodzi się od imienia jej byłego chłopaka jako akt zemsty wobec niego. W wieku 18 lat zaczęła pracować jako striptizerka w jednym z kalifornijskich klubów, gdzie zaproponowano jej, aby nakręciła sceny z innymi kobietami. W styczniu 2011, mając 21 lat, po raz pierwszy pojawiła się przed kamerą, aby nakręcić pierwszą scenę lesbijską. Dołączyła do agencji OC Modeling.
Zadebiutowała w produkcji wytwórni filmowej Reality Kings, początkowo występowała jedynie w produkcjach lesbijskich. Pojawiła się potem w produkcjach Filly Films, Wicked Pictures, FM Concepts, Pulse Distribution, Club 59/Elegant, Sweetheart Video oraz Girlfriends Films. Po raz pierwszy wzięła udział w heteroseksualnej scenie seksu z  Manuelem Ferrarą i Erikiem Everhardem w filmie Elegant Angel Dani Daniels: Dare (2012).
W lipcu 2011 była dziewczyną miesiąca „Twistys Treat”, a w styczniu 2012 została ulubienicą miesiąca magazynu „Penthouse”. W 2013, na jubileuszowej trzydziestej ceremonii wręczenia nagród AVN Award, była nie tylko nominowana w kategorii Najlepsza nowa gwiazdka, ale również zwyciężyła wraz z Sinn Sage w kategorii Najlepsza scena seksu dziewczyna / dziewczyna w Elegant Angel Dani Daniels Dare (2012). W 2014 została nominowana do nagrody AVN w kategorii wykonawczyni roku.
Wzięła też udział w filmach takich jak James Deen's 7 Sins: Wrath – James Deen's Seven Sins: Wrath (2014), James Deen's Sex Tapes: Hotel Sex 2 (2015) czy parodiach porno: Absolwent – The Graduate XXX (2011) Paula Thomasa, Piękna i Bestia – Beauty and the Beast XXX: An Erotic Tale (2016) i Gwiezdne wojny: część V – Imperium kontratakuje – The Empire Strikes Back XXX: An Axel Braun Parody (2016) jako Toryn Farr.
Reżyserowała dla Filly Films, Penthouse Studios, Brazzers i Reality Kings.

## Życie prywatne
Była związana z aktorem porno Xanderem Corvusem i aktorką porno Ivaną Sugar. W 2017 wyszła za mąż za Sycylijczyka Victora Cipolli.

## Nagrody i nominacje
| Rok  | Nagroda        | Kategoria                                                           | Film                                              | Inni wykonawcy                                                                                                   | Rezultat  |
| ---- | -------------- | ------------------------------------------------------------------- | ------------------------------------------------- | --- | --------- |
| 2013 | AVN Award      | Najlepsza scena grupowa samych dziewczyn                            | Tomb Raider XXX: An Exquisite Films Parody (2012) | Chanel Preston i Gracie Glam                                                                                     | Nominacja |
| 2013 | AVN Award      | Najlepsza nowa gwiazdka                                             | -                                                 | - | Nominacja |
| 2013 | AVN Award      | Najlepsza scena seksu solo                                          | All Natural Glamour Solos 2 (2012)                | - | Nominacja |
| 2013 | AVN Award      | Najlepsza złośnica                                                  | Dani Daniels Dare (2012)                          | - | Nominacja |
| 2013 | AVN Award      | Najlepsza scena seksu triolizmu (chłopak/chłopak/dziewczyna)        | Dani Daniels Dare (2012)                          | Mick Blue i James Deen                                                                                           | Nominacja |
| 2013 | AVN Award      | Najlepsza scena seksu trójosobowego (dziewczyna/dziewczyna/chłopak) | Dani Daniels Dare (2012)                          | Karlie Montana i Manuel Ferrara                                                                                  | Nominacja |
| 2013 | AVN Award      | Najlepsza scena seksu (chłopak/dziewczyna)                          | Dani Daniels Dare (2012)                          | Erik Everhard | Nominacja |
| 2013 | AVN Award      | Najlepsza scena seksu (dziewczyna/dziewczyna)                       | Dani Daniels Dare (2012)                          | Sinn Sage | Wygrana   |
| 2013 | XBIZ Award     | Najlepsza nowa gwiazdka                                             | -                                                 | - | Nominacja |
| 2014 | AVN Award      | Najlepsza scena seksu chłopak/dziewczyna                            | Skin Tight                                        | James Deen | Nominacja |
| 2014 | AVN Award      | Najlepsza scena seksu solo                                          | Sexxxploitation: Dani Daniels (2013)              | - | Nominacja |
| 2014 | AVN Award      | Najlepsza złośnica                                                  | Top Bottoms (2013)                                | - | Nominacja |
| 2014 | AVN Award      | Najlepsza scena seksu triolizmu (dziewczyna/dziewczyna/chłopak)     | Chance Encounters (2013)                          | April O’Neil i Erik Everhard                                                                                     | Nominacja |
| 2014 | AVN Award      | Wykonawczyni roku                                                   | -                                                 | - | Nominacja |
| 2014 | XBIZ Award     | Wykonawczyni roku dziewczyna/dziewczyna                             | -                                                 | - | Nominacja |
| 2014 | XBIZ Award     | Najlepsza aktorka w parodii                                         | The Whore of Wall Street (2014)                   | - | Nominacja |
| 2014 | XBIZ Award     | Najlepsza scena seksu w parodii                                     | The Whore of Wall Street (2014)                   | Capri Cavanni i Keiran Lee                                                                                       | Nominacja |
| 2014 | XBIZ Award     | Najlepsza aktorka w realizacji samych dziewczyn                     | The Vampire Mistress (2013)                       | - | Wygrana   |
| 2014 | XBIZ Award     | Najlepsza scena samych dziewczyn                                    | The Vampire Mistress (2013)                       | Lily LaBeau i Faith Lee Sentz                                                                                    | Nominacja |
| 2014 | XBIZ Award     | Najlepsza scena – realizacja na winiecie                            | Secretary’s Day 6 (2013)                          | Toni Ribas | Nominacja |
| 2014 | XBIZ Award     | Najlepsza scena w parze                                             | Chance Encounters (2013)                          | April O’Neil i Erik Everhard                                                                                     | Nominacja |
| 2015 | AVN Award      | Najlepsza scena seksu samych dziewczyn                              | Anikka 2 (2014)                                   | Anikka Albrite i Karlie Montana                                                                                  | Wygrana   |
| 2015 | AVN Award      | Najlepsza scena seksu solo/Najlepsza złośnica                       | Anikka 2 (2014)                                   | Anikka Albrite i Karlie Montana                                                                                  | Wygrana   |
| 2015 | AVN Award      | Najlepsza scena seksu dziewczyna/dziewczyna                         | The Whore of Wall Street (2014)                   | Capri Cavanni | Nominacja |
| 2015 | AVN Award      | Najlepsza scena seksu grupowego                                     | Alexis & Asa (2014)                               | Alexis Texas, Asa Akira i Skin Diamond                                                                           | Nominacja |
| 2015 | AVN Award      | Najlepsza scena seksu triolizmu (chłopak/chłopak/dziewczyna)        | Seduction 4 (2014)                                | Toni Ribas i Ramón Nomar                                                                                         | Nominacja |
| 2015 | AVN Award      | Najlepsza scena seksu triolizmu (dziewczyna/dziewczyna/chłopak)     | Dani Daniels Deeper (2014)                        | Anikka Albrite i Rob Piper                                                                                       | Nominacja |
| 2015 | AVN Award      | Wykonawczyni roku                                                   | -                                                 | - | Nominacja |
| 2015 | AVN Award      | Social Media Star (Fan Award)                                       | -                                                 | - | Wygrana   |
| 2015 | XBIZ Award     | Wykonawczyni roku                                                   | -                                                 | - | Nominacja |
| 2015 | XBIZ Award     | Najlepsza aktorka w parodii                                         | The Whore of Wall Street (2014)                   | - | Nominacja |
| 2015 | XBIZ Award     | Najlepsza scena w parodii                                           | The Whore of Wall Street (2014)                   | Capri Cavanni i Keiran Lee                                                                                       | Nominacja |
| 2015 | XBIZ Award     | Najlepsza scena w parze                                             | Crave                                             | Xander Corvus | Nominacja |
| 2015 | XRCO Award     | Wykonawczyni roku                                                   | -                                                 | - | Nominacja |
| 2015 | XRCO Award     | Orgasmic Oralist                                                    | -                                                 | - | Nominacja |
| 2016 | AVN Award      | Najlepsza aktorka                                                   | Sisterhood (2015)                                 | - | Nominacja |
| 2016 | AVN Award      | Najlepsza scena seksu grupowego samych dziewczyn                    | Sisterhood (2015)                                 | Anikka Albrite, Lexi Belle, Mercedes Carerra, Maddy O’Reilly, Ash Hollywood, Ana Foxxx, Keisha Grey i Ryan Ryans | Nominacja |
| 2016 | AVN Award      | Najlepsza scena seksu grupowego samych dziewczyn                    | Chanel Movie One (2015)                           | Chanel Preston i Dahlia Sky                                                                                      | Nominacja |
| 2016 | AVN Award      | Najlepsza scena seksu chłopak/dziewczyna                            | True Erotica (2015)                               | Ramón Nomar | Nominacja |
| 2016 | AVN Award      | Najlepsza scena seksu grupowego                                     | Orgy Masters 7 (2015)                             | Adriana Chechik, Aidra Fox, James Deen, Karlee Grey, Erik Everhard, Peta Jensen i Mick Blue                      | Nominacja |
| 2016 | AVN Award      | Najlepsza scena seksu w zagranicznej produkcji                      | The Baron’s Whores (2015)                         | Tiffany Doll, Mike Angelo, Billy King i Yanick Shaft                                                             | Nominacja |
| 2016 | AVN Award      | Wykonawczyni roku                                                   | -                                                 | - | Nominacja |
| 2016 | XBIZ Award     | Wykonawczyni roku                                                   | -                                                 | - | Wygrana   |
| 2016 | XBIZ Award     | Najlepsza scena seksu na winiecie                                   | Let’s Play Doctor (2015)                          | Luna Star i Johnny Sins                                                                                          | Wygrana   |
| 2017 | XBIZ Award     | Crossoverowa gwiazda roku                                           | -                                                 | - | Wygrana   |
| 2019 | XBIZ Cam Award | Pracowita gwiazda crossoverowa                                      | -                                                 | - | Wygrana   |
| 2021 | XBIZ Award     | Gwiazda roku w mediach społecznościowych premium                    | -                                                 | - | Nominacja |